# Crusnes

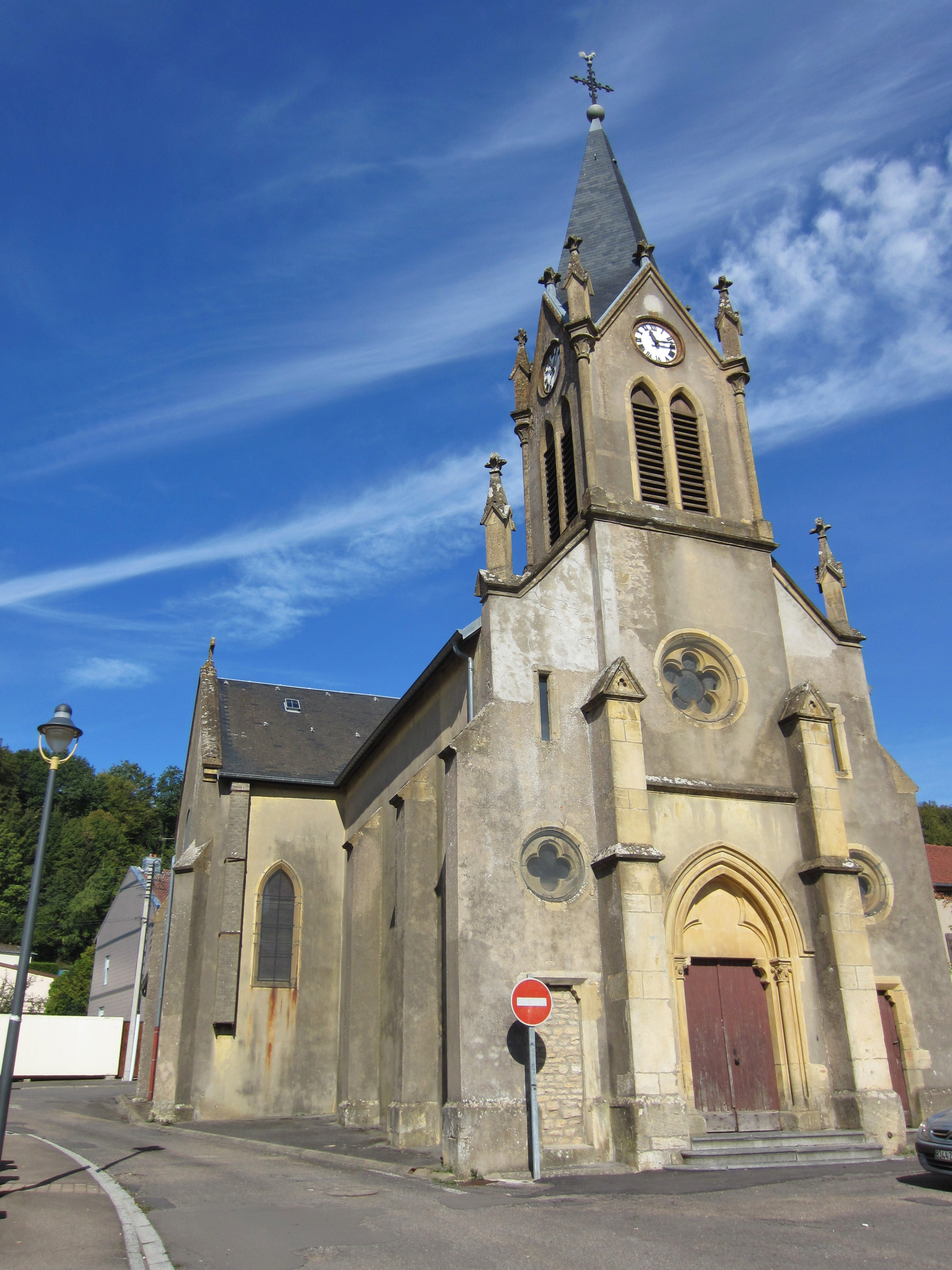
Kościół z 1736 r. w Crusnes (2011)

Crusnes – miejscowość i gmina we Francji, w regionie Grand Est, w departamencie Meurthe i Mozela.
Według danych na rok 1990 gminę zamieszkiwało 1660 osób, a gęstość zaludnienia wynosiła 274 osób/km² (wśród 2335 gmin Lotaryngii Crusnes plasuje się na 254. miejscu pod względem liczby ludności, natomiast pod względem powierzchni na miejscu 919.).

## Populacja

Populacja Crusnes w latach 1962–2008